# Adam Chalupka
Adam Chalupka (magyarosan Chalupka Ádám) (Németlipcse, 1767. október 28. – Felső-Lehota, 1840. július 5.) szlovák evangélikus lelkész, szakíró, Ján Chalupka és Samo Chalupka apja.

## Életpályája
Felsőmicsinyén, majd (1792 márciusától) Felsőlehotán (Zólyom megye) volt iskolamester. 
Munkáit Selmecbányán jelentette meg.

## Művei
- Hodnověrné z hodnowerných spísu spolusebrané wypisany zemé swaté kananegské, s ginymi kraginkami dédictwj Izraelowa. Selmecz. 1829–31. Két kötet. (A Kánán földnek hiteles leirása.)
- Historické pameti círke ev. Brezňanské. Uo. 1837. (A breznóbányai ág. ev. egyház történeti emlékei.)